# Oreilles pointues

Dessin d'elfe avec les oreilles pointues.

Les oreilles pointues sont une caractéristique de nombreux animaux ainsi que d'un cliché populaire dans la culture populaire, en particulier dans le genre fantasy.
Les oreilles pointues se retrouvent par exemple chez les chauves-souris vampires, les civettes, les genettes, les pandas rouges ou encore de les potamochères du Cap.
Dans le genre fantasy, elles sont communes aux elfes, fées, pixies, Hobbits ou Orques. Dans la science-fiction, les Vulcains et Romuliens de l'univers de Star Trek en sont dotées à l'image du personnage Spock.